# St. Johannes der Täufer (Partenstein)

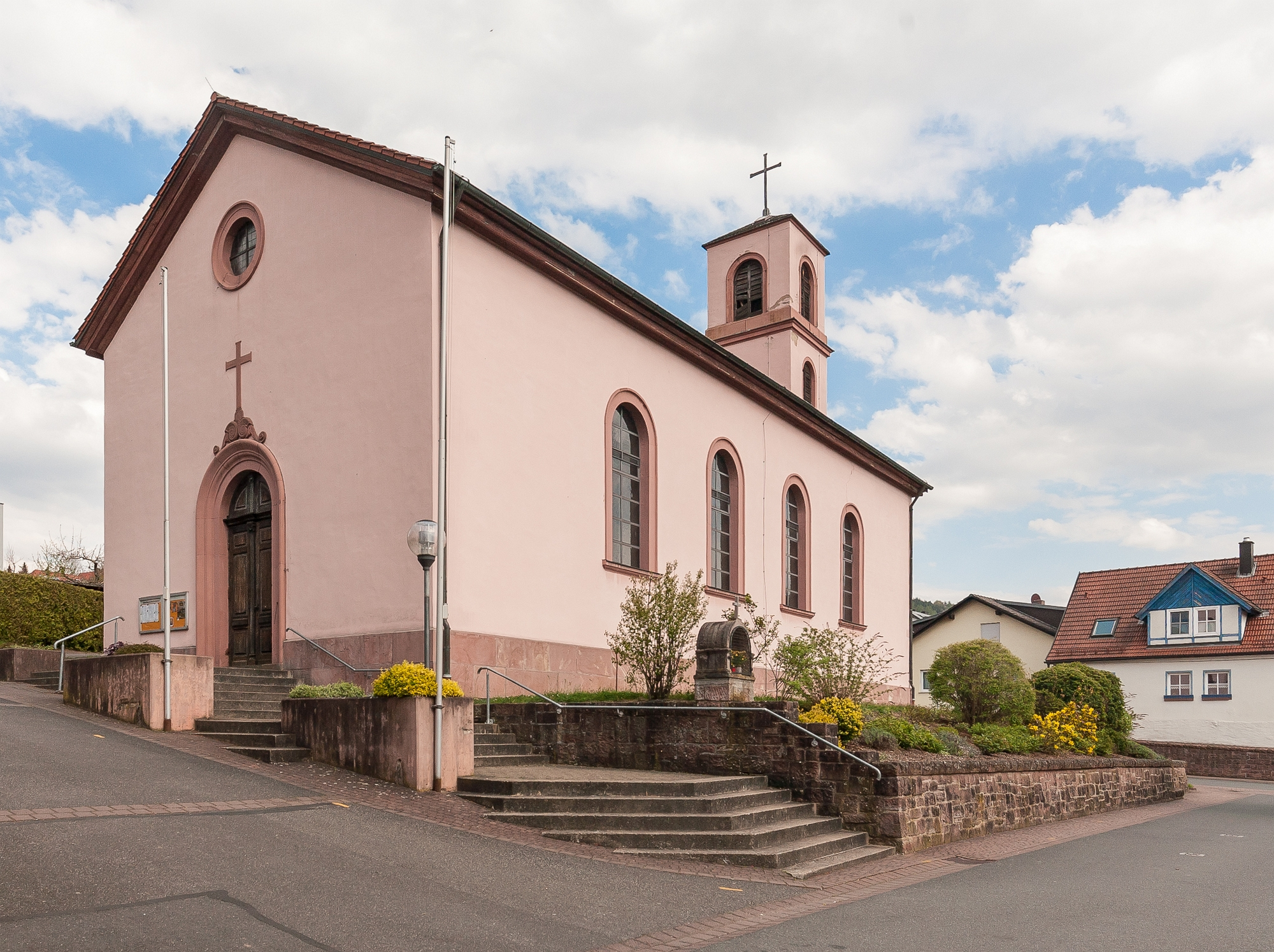
Katholische Kirche St. Johannes der Täufer in Partenstein

Die römisch-katholische Kirche St. Johannes der Täufer in der Spessart-Gemeinde Partenstein in Franken gehört zum Bistum Würzburg. Sie ist unter der Nr. D-6-77-170-3 in die Bayerische Denkmalliste eingetragen.

## Geschichte
Die erste katholische Kirche in Partenstein geht auf das Jahr 1471 zurück. Jedoch besaß vermutlich die erstmals 1233 erwähnte Burg Bardenstein mit ihrer Burgkapelle das erste katholische Gotteshaus in Partenstein. 1344 erscheint Partenstein als Pfarrei erstmals in einem Verzeichnis des Landkapitels Taubergau. Damals gehörte die Pfarrei zum Erzbistum Mainz.
1603 führte das Erzbistum Mainz in der ehemaligen Herrschaft Rieneck die Gegenreformation durch, woraufhin Frammersbach und Lohr katholisch wurden, während Partenstein mehrheitlich Hanau unterstand und evangelisch blieb. Diejenigen, die auf Mainzer Grundbesitz wohnten, wurden jedoch katholisch (Cuius regio, eius religio). 1631 zerstörten schwedische Heere die Burg, die Kirche und das Pfarrhaus und vertrieben die Bevölkerung. 1697 wurden zunächst wieder eine katholische Kapelle und eine katholische Schule gebaut. Der Mainzer Erzbischof und Kurfürst Lothar Franz von Schönborn ließ 1706 wieder eine katholische Kirche in Partenstein erbauen. Die Gemeinde gehörte zu Frammersbach.
1836 wurde die zu klein gewordene katholische Kirche durch die jetzige Kirche ersetzt.

## Streit um Kirchplatz-Namen
2016 startete die evangelische Kirchengemeinde Partenstein aus Anlass des Reformationsjubiläums eine Initiative, dem Platz vor der evangelischen Christuskirche den Namen „Martin-Luther-Platz“ zu geben. Nach einer heftigen Kontroverse im Ort lehnte schließlich der Gemeinderat mit neun zu sechs Stimmen den Antrag der evangelischen Kirchengemeinde ab. Der für Partenstein zuständige Frammersbacher katholische Pfarrer Bernhard Albert wies darauf hin, dass Luther mit der Region Partenstein nichts zu tun habe, zum anderen sei die Geschichte der Ortschaft konfessionell „kompliziert“.